# Autech

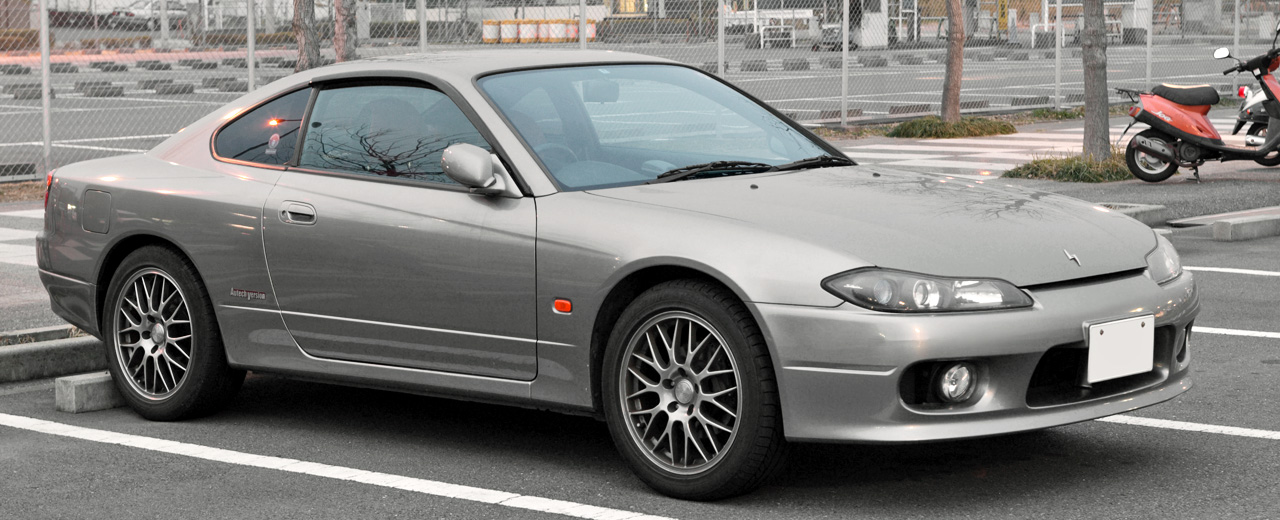
Nissan Silvia S15 Autech

Autech Japan, Inc. (jap. 株式会社オーテックジャパン Kabushiki-gaisha Ōtekku Japan), w skrócie jako Autech – japońskie przedsiębiorstwo branży motoryzacyjnej zajmujące się głównie tuningiem i fabrycznym modyfikowaniem samochodów Nissan, założone w 1986 roku. Jego siedziba mieści się w prefekturze Kanagawa. W latach 1987–1993 firma miała epizod produkcji samochodów pod własną marką we współpracy z włoskim studiem Zagato, później znów koncentrując się na pierwotnej działalności. Od 2022 wchodzi podlega dywizji Nissan Motorsports & Customizing.

## Modele samochodów

### Historyczne
- Zagato Stelvio (1989–1991)
- Zagato Gavia (1993–1995)